# 吉本ひかり
吉本 ひかり（よしもと ひかり、1990年1月14日 - ）は、日本の陸上競技選手。専門は中距離・長距離種目。ダイハツ工業所属。

## 経歴・人物
熊本県下益城郡出身。砥用町立砥用中学校（2004年11月より美里町立砥用中学校）1年の時から陸上競技を始めた。熊本信愛女学院高等学校に進学後中距離から長距離に転向した。
佛教大学教育学部教育学科に在学中の2010年アジア競技大会女子10,000mでは5位となった。2011年世界陸上競技選手権大会女子10,000mでは日本勢トップの14位となった。2009年、2010年の全日本大学女子駅伝ではアンカーを任され優勝のゴールテープを切っている。
大学卒業後、2012年4月にヤマダ電機へ入社。同年6月8日、日本陸上競技選手権大会では8位となったが、同年12月30日には休養を理由にヤマダ電機を退社している。2014年8月にダイハツ工業へ入社。

## 自己ベスト
- 3000m - 9分12秒00
- 5000m - 15分26秒72
- 10000m - 31分30秒92